# Wohnungsbaukombinat

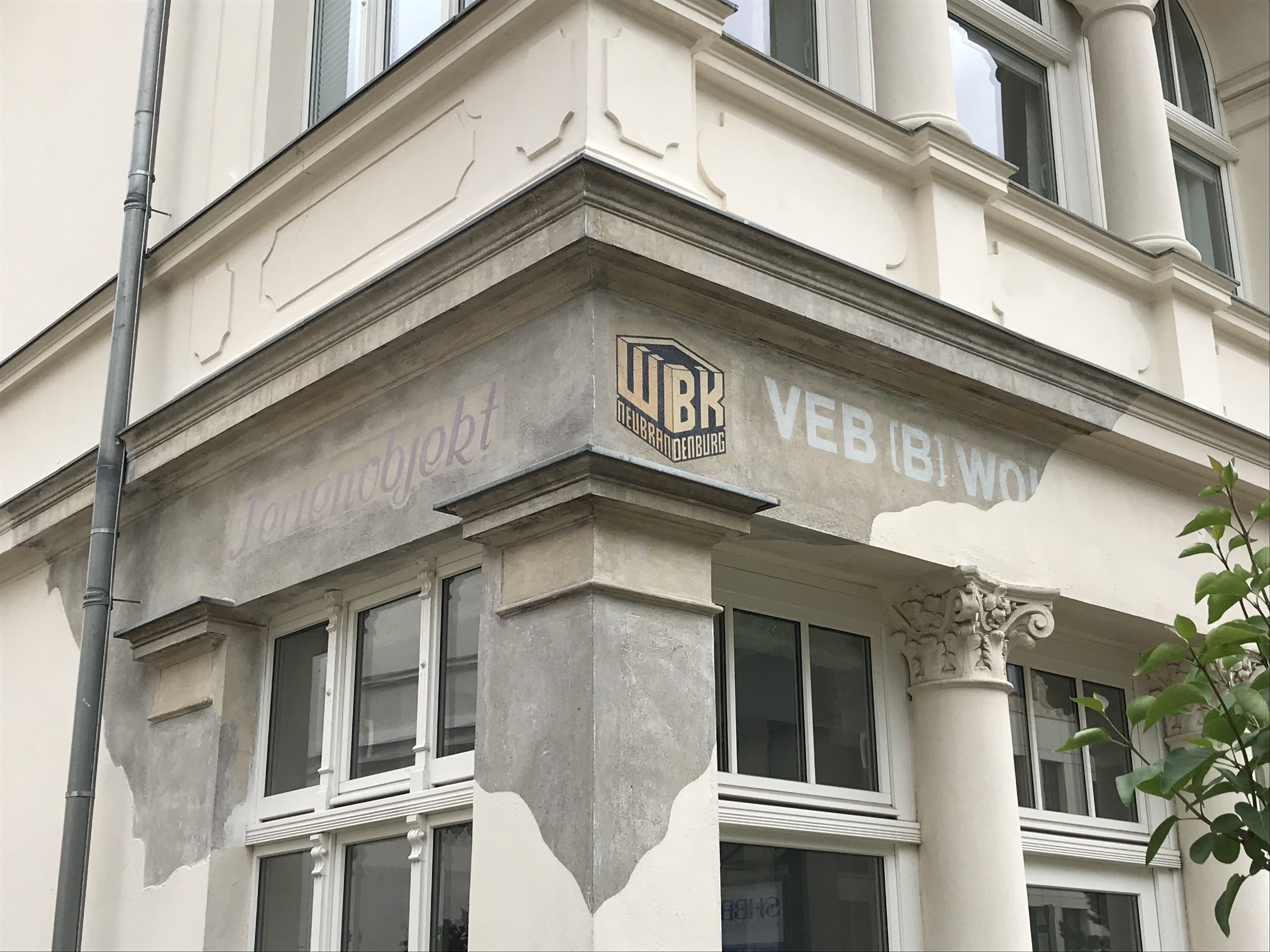
Historisches Logo des VEB WBK Neubrandenburg

Ein Wohnungsbaukombinat (WBK) war in der DDR ein Zusammenschluss von Wohnungsbauunternehmen in der Rechtsform eines Volkseigenen Betriebes, wobei die WBK meist nach der territorialen Gliederung der Bezirke organisiert waren. Einschließlich Ost-Berlins gab es so jeweils ein zentrales Wohnungsbaukombinat, also bestanden 15 bezirksgeleitete WBK. Diese verfügten über Niederlassungen und weitere bauorientierte Kombinatsbetriebe, wie Plattenwerke, innerhalb der Bezirke. Es existierten darüber hinaus auch regionale und in einigen Großstädten arbeitende Kombinate, wie WBK Greifswald.
Nach der politischen Wende wurden die Betriebe in verschiedene Nachfolgebetriebe überführt, so das WBK Neubrandenburg in die Mecklenburger Bau-Union AG. Die notwendige organisatorische Neuausrichtung und anschließende Sanierung der Nachfolgefirmen ist oftmals gescheitert.
Von Betriebsangehörigen wurden teilweise im Weiteren eigenständige Baufirmen in der Form der GmbH gegründet, etwa die Hopro-Bauplanung GmbH in Berlin im Jahr 1991.